# Suplemento burlesco
O Suplemento burlesco ao Patriota nasceu após quatro anos de existência do jornal O Patriota fundado e editado por Manuel de Jesus Coelho. O Burlesco, dirigido pelo mesmo,  foi um dos muitos periódicos então fundados que foi testemunha do processo evolutivo que conduziu ao golpe regenerador de 1851, viabilizado por cartistas e setembristas moderados, e à primeira reforma da Carta Constitucional, através do Ato Adicional de 1852. Ao nível da colaboração, o anonimato manteve-se como regra do principio ao fim, não obstante a atribuição da sua redação a  Bernardino Martins da Silva no dicionário de Inocêncio.